# Euploea misagenes
Euploea misagenes är en fjärilsart som beskrevs av Hans Fruhstorfer 1910. Euploea misagenes ingår i släktet Euploea och familjen praktfjärilar. Inga underarter finns listade i Catalogue of Life.